# Christina Nordin (kulturgeograf)
Christina Liven Ingemardotter Nordin, född 13 mars 1941 i Danderyd, död 9 februari 2022 i Göteborgs domkyrkodistrikt, var en svensk kulturgeograf.
Nordin, som var dotter till direktör Ingemar Nordin och Ingrid Forssén, blev filosofie kandidat vid Göteborgs universitet 1970 och filosofie doktor där 1983. Hon var verksam vid kulturgeografiska institutionen vid Göteborgs universitet 1969–1983 samt gästforskare vid Lunds universitet 1979, vid Trondheims universitet 1980, vid Stockholms universitet 1983–1985 och egen företagare från 1983. Hon var styrelseledamot i Franska språkinstitutet 1966–1987, styrelseordförande i Geografiska föreningen i Göteborg 1978–1984, styrelseledamot i stiftelsen Kvinnor kan från 1985 och vetenskaplig sekreterare i IGU-grupp (International Geographical Union) från 1984. Hennes forskning var inriktad på torg, marknader och annan ambulerande handel i Europa.